# National Women's Soccer League
National Women's Soccer League (NWSL) er en professionel fodboldliga for kvinder league, der styres af USA's fodboldforbund.

## Holdene og stadions
Ti NWSL hold er spredt over USA. Hver klub kan have mindst 18 spillere i deres trup og højest 20 spillere må spille for holdet i løbet af sæsonen. Hvert hold må have op til tre udenlandske spillere.
| Hold                   | Stadion              | Kapacitet | By                       | Etableret | Blev del af NWSL | Cheftræner                    |
| ---------------------- | -------------------- | --------- | ------------------------ | --------- | ---------------- | ----------------------------- |
| Angel City FC          | BMO Stadium          | 22.000    | Los Angeles, Californien | 2020      | 2022             | Becki Tweed                   |
| Bay FC                 | PayPal Park          | 18.000    | San Jose, Californien    | 2023      | 2024             | Albertin Montoya              |
| Chicago Red Stars      | SeatGeek Stadium     | 20.000    | Bridgeview, Illinois     | 2006      | 2013             | Lorne Donaldson               |
| Houston Dash           | Shell Energy Stadium | 7.000     | Houston, Texas           | 2013      | 2014             | Ricky Clarke (midlertidig)    |
| Kansas City Current    | CPKC Stadium         | 11.500    | Kansas City, Missouri    | 2020      | 2021             | Vlatko Andonovski             |
| NJ/NY Gotham FC        | Red Bull Arena       | 25.000    | Harrison, New Jersey     | 2007      | 2013             | Juan Carlos Amorós            |
| North Carolina Courage | WakeMed Soccer Park  | 10.000    | Cary, North Carolina     | 2009      | 2013             | Sean Nahas                    |
| Orlando Pride          | Inter&Co Stadium     | 25.500    | Orlando, Florida         | 2015      | 2016             | Seb Hines                     |
| Portland Thorns FC     | Providence Park      | 25.218    | Portland, Oregon         | 2012      | 2013             | Rob Gale                      |
| Racing Louisville FC   | Lynn Family Stadium  | 15.300    | Louisville, Kentucky     | 2019      | 2021             | Bev Yanez                     |
| San Diego Wave FC      | Snapdragon Stadium   | 32.000    | San Diego, Californien   | 2021      | 2022             | Landon Donovan (midlertidig)  |
| Seattle Reign FC       | Lumen Field          | 10.000    | Seattle, Washington      | 2012      | 2013             | Laura Harvey                  |
| Utah Royals            | America First Field  | 20.213    | Sandy, Utah              | 2017      | 2024             | Jimmy Coenraets (midlertidig) |
| Washington Spirit      | Audi Field           | 20.000    | Washington, D.C.         | 2012      | 2013             | Jonatan Giráldez              |

| Hold          | Stadion       | Kapacitet      | By                    | Etableret | Blev del af NWSL | Cheftræner     |
| ------------- | ------------- | -------------- | --------------------- | --------- | ---------------- | -------------- |
| BOS Nation FC | White Stadium | Skal bestemmes | Boston, Massachusetts | 2023      | 2026             | Skal bestemmes |

1. ↑  Shell Energy Stadium har en kapacitet på 22.039, men er begrænset til 7.000 til Dash spil.
2. ↑  Kansas City NWSL i 2021.
3. ↑  Sky Blue FC før 2021.
4. ↑  Wave FC startede sin første sæson i 2022 på et andet spillested i San Diego, Torero Stadium (6.000 pladser). Holdets første kamp i dets permanente hjemsted Snapdragon Stadium fandt sted den 17. september 2022.
5. ↑  Kendt som Reign FC i 2019 og OL Reign fra 2020 til 2023.
6. ↑  Lumen Field har en kapacitet på 68.740, men er begrænset til 10.000 til OL Reign spil. Holdet kan øge kapaciteten for at imødekomme billetefterspørgslen.
7. ↑  Kendt som Utah Royals FC fra 2018 til 2020.
8. ↑  Utah Royals FC kom først med i ligaen i 2018 og spillede tre sæsoner, før de indstillede driften i slutningen af 2020.

### Hedengangne hold
- Boston Breakers (2013–2017) – NWSL franchise ophørte operationer
- FC Kansas City (2013–2017) – NWSL franchise rettigheder købt af ligaen. Teamet ophørte senere med sine spillerrelaterede aktiver overført til Utah Royals FC.
- Utah Royals FC (2018–2020) – NWSL-franchisen indstillede driften på grund af problemer omkring dets operatør, Major League Soccer-siden Real Salt Lake. Holdet blev genoplivet i 2024 under navnet Utah Royals.
- Western New York Flash (2013–2016) — NWSL-franchise solgt og flyttet som North Carolina Courage. Organisationen spiller nu i anden division United Women's Soccer.

## Statistik
| Sæson | NWSL mestre Play-off vindere | NWSL Shield Vindere af den ligaen |
| ----- | ---------------------------- | --------------------------------- |
| 2013  | Portland Thorns FC           | Western New York Flash            |
| 2014  | FC Kansas City               | Seattle Reign FC                  |
| 2015  | FC Kansas City               | Seattle Reign FC                  |
| 2016  | Western New York Flash       | Portland Thorns FC                |
| 2017  | Portland Thorns FC           | North Carolina Courage            |
| 2018  | North Carolina Courage       | North Carolina Courage            |
| 2019  | North Carolina Courage       | North Carolina Courage            |
| 2020  | Sæson annulleret             | Sæson annulleret                  |
| 2021  | Washington Spirit            | Portland Thorns FC                |
| 2022  | Portland Thorns FC           | OL Reign                          |
| 2023  | NJ/NY Gotham FC              | San Diego Wave FC                 |
| 2024  | Skal bestemmes               | Orlando Pride                     |

### Spillere
| Nr. | Spiller            | Mål |
| --- | ------------------ | --- |
| 1   | Sam Kerr           | 37  |
| 2   | Christen Press     | 34  |
| 3   | Jessica McDonald   | 33  |
| 4   | Kim Little         | 32  |
| 5   | Allie Long         | 30  |
| 6   | Megan Rapinoe      | 27  |
| 6   | Carli Lloyd        | 27  |
| 6   | Christine Sinclair | 27  |
| 9   | Nadia Nadim        | 26  |
| 10  | Alex Morgan        | 24  |

| Nr. | Spiller            | Mål |
| --- | ------------------ | --- |
| 1   | Amy Rodriguez      | 6   |
| 2   | Megan Rapinoe      | 3   |
| 2   | Christine Sinclair | 3   |
| 2   | Lynn Williams      | 3   |
| 5   | Crystal Dunn       | 2   |
| 5   | Tobin Heath        | 2   |
| 5   | Carli Lloyd        | 2   |
| 5   | Sam Mewis          | 2   |
| 5   | Erika Tymrak       | 2   |
| 10  | 18 spillere        | 1   |